# Adjoa Andoh
Adjoa Aiboom Helen Andoh (Bristol, 14 gennaio 1963) è un'attrice britannica. È rinomata sul palcoscenico britannico per ruoli di primo piano alla Royal Shakespeare Company, al Royal National Theatre, al Royal Court Theatre e all'Almeida Theatre, ed è un viso noto della televisione britannica, principalmente per tre serie tv: Doctor Who in cui interpreta Francine Jones, Casualty in cui interpreta l'infermiera ospedaliera Colette Griffiths e EastEnders della BBC. Ha interpretato Lady Danbury nella serie esclusiva Netflix Bridgerton.
Ha debuttato ad Hollywood nell'autunno del 2009 nel film Invictus - L'invincibile di Clint Eastwood interpretando il Capo di gabinetto Brenda Mazibuko di Nelson Mandela, interpretato da Morgan Freeman.
Andoh ha narrato audiolibri, incluso Remote Control, The Girl with the Louding Voice, Ancillary Justice - La vendetta di Breq e i libri seguenti della serie e "How to Raise an Elephant" di Alexander McCall Smith, dalla serie di romanzi No. 1 Ladies Detective Agency; ha vinto il premio  "Audio Book of the Year" per  Tea Time for the Traditionally Built.
Nel luglio 2022 Andoh è diventata membro onorario della Royal Society of Literature.

## Carriera

### Film, televisione, radio
Andoh è stata membro della Radio Drama Company della BBC. In televisione è apparsa in serie tv quali Casualty (ha interpretato Colette Griffiths (née Kierney) dal 2000 al 2003), The No. 1 Ladies' Detective Agency, Jonathan Creek, EastEnders (dove ha interpretato la cantante jazz Karen, l'inquilina di Rachel Kominski nel 1991), e The Tomorrow People (dove ha interpretato Amanda James nella storia The Rameses Connection nel 1995).
È apparsa in Doctor Who numerose volte: nel 2006 come Sorella Jatt in un episodio della stagione 2 e come Nurse Albertine nell'audio drama Year of the Pig. Nel 2007, è apparsa in vari episodi della terza stagione come Francine Jones, la madre di Martha Jones (Freema Agyeman). Riprese il suo ruolo nel finale della quarta stagione. Tra le altre apparizioni televisive di Andoh vi è l'interpretazione del capo del MI9 dalla seconda alla quinta stagione di M.I. High - Scuola di spie e D.C.I Ford in Missing. Nella serie drama internet TV statunitense Bridgerton (2020) ha interpretato il ruolo principale di Lady Danbury. È apparsa come ospite d'onore nel ruolo di Madre Nenneke nella seconda stagione della serie fantasy drammatica internet TV polacca-americana The Witcher (2021).
È anche conosciuta per aver narrato le versioni audiolibro delle serie di romanzi investigativi The No. 1 Ladies' Detective Agency di Alexander McCall Smith e la trilogia Imperial Radch Series di Ann Leckie (sebbene non tutte le edizioni statunitensi), come anche i libri per bambini di Julia Jarman, The Jessame Stories e More Jessame Stories. È anche conosciuta per aver narrato la versione audiolibro Lagoon di Nnedi Okorafor con Ben Onwukwe, e Americanah di Chimamanda Ngozi Adichie. Ha narrato The Power scritto da Naomi Alderman, il libro del 2017 preferito dall'ex Presidente Barack Obama. La sua carriera negli audio drama include la Voce di Planet B in Planet B su BBC Radio 7. Nel 2004, ha partecipato al cast del videogioco Fable. Nel 2017 ha prestato la propria voce al capo di guerra Sona in Horizon Zero Dawn.
Nei film, Andoh è apparsa in Adulthood (2008) di Noel Clarke e nel suo sequel Brotherhood (2016) come la madre del personaggio di Clarke, Sam Peel.
Ha interpretato il ruolo di Capo di Stato maggiore Brenda Maziubo con Morgan Freeman come Nelson Mandela in Invictus - L'invincibile di Clint Eastwood. Andoh descrive l'esperienza del film come estremamente positiva, affermando come sia stata unica rispetto ad ogni set al quale abbia partecipato.

### Opere teatrali
Andoh ha lavorato ampiamente nel teatro. Tra le sue partecipazioni ci sono  His Dark Materials, Stuff Happens e La tragedia del vendicatore al National Theatre; Un tram che si chiama Desiderio (National Theatre Studio); Troilo e Cressida, Giulio Cesare, Tamerlano il Grande e Odissea (RSC); Sugar Mummies e Breath Boom (Royal Court); Riccardo II (Globe); Les Liaisons Dangereuses (Donmar Warehouse); Great Expectations (Bristol Old Vic); Nozze di sangue (Almeida); Notti al circo, The Dispute e Pericle (Lyric Hammersmith); Giulio Cesare (the Bridge); Purgatorio (Arcola); I monologhi della vagina (Criterion); Starstruck (Tricycle) e In The Red and Brown Water (Young Vic).

## Vita privata
Andoh è nata a Clifton, Bristol. Sua madre, un’insegnante, era inglese, mentre suo padre era un giornalista e un musicista originario del Ghana. Ha un fratello. Andoh è cresciuta a Wickwar nel Gloucestershire dove  la famiglia si è trasferita dopo che il padre ha trovato lavoro nella British Aerospace. Ha frequentato la Katherine Lady Berkeley’s School. Ha iniziato a studiare legge presso il Bristol Polytechnic ma ha lasciato dopo due anni per dedicarsi alla sua carriera da attrice. Lei e suo marito, professore Howard Cunnell, hanno tre bambini.
Nell'ottobre 2009 Andoh è stata autorizzata come Lettore (un predicatore laico) nella Chiesa anglicana.

## Filmografia

### Cinema
- What My Mother Told Me, regia di Frances-Anne Solomon (1995)
- Adulthood, regia di Noel Clarke (2008)
- Invictus - L'invincibile (Invictus), regia di Clint Eastwood (2009)
- Brotherhood, regia di Noel Clarke (2016)
- Fractured, regia di Brad Anderson (2019)

### Televisione
- London South West – cortometraggio, regia di T.T. Karswell (1991)
- EastEnders – serie TV,  4 episodi (1990-1991)
- Metropolitan Police (The Bill) – serie TV, 3 episodi (1992-2004)
- Waiting for God – serie TV, episodio 3x09 (1992)
- Casualty – serie TV, 73 episodi (1993, 2000-2003)
- Health and Efficiency - serie TV, 12 episodi (1993-1995)
- The Brittas Empire – serie TV, episodio 4x08 (1994)
- The Tomorrow People - serie TV, 3 episodi (1995)
- Paul Merton in Galton and Simpson's... - serie TV, episodio 1x01 (1996)
- Testamentː The Bible in Animation - serie TV, episodio 1x02 (1996)
- Peak Practice - serie TV, 2 episodi (1997)
- Close Relations - miniserie TV (1998)
- A Rather English Marriage - film TV, regia di Paul Seed (1998)
- Jonathan Creek - serie TV, episodio 3x01 (1999)
- Every Time You Look at Me - film TV, regia di Alrick Riley (2004)
- Doctor Who - serie TV, 8 episodi (2006-2008)
- Wire in the Blood - serie TV, episodio 5x01 (2007)
- The Shadow in the North - film TV, regia di John Alexander (2007)
- Testimoni silenziosi (Silent Witness) - serie TV, 4 episodi (2007-2020)
- M.I. High - Scuola di spie (M.I. High) - serie TV, 7 episodi (2008-2011)
- Missing - serie TV, 3 episodi (2009)
- Scott & Bailey - serie TV, episodio 1x04 (2011)
- Law & Orderː UK - serie TV, 3 episodi (2011)
- Giulio Cesare (Julius Caesar) - film TV, regia di Gregory Doran (2012)
- Maghi contro alieni (Wizards vs. Aliens) - serie TV, 2 episodi (2014)
- Broadchurch - serie TV, episodio 2x01 (2015)
- Cucumber - serie TV, 2 episodi (2015)
- Thunderbirds Are Go - serie TV, 16 episodi (2015-2020)
- Line of Duty - serie TV, 2 episodi (2016)
- Delitti in Paradiso (Death in Paradise) - serie TV, episodio 7x07 (2018)
- Bridgerton - serie TV (2020-in corso)
- The Witcher - serie TV, 2 episodi (2021)
- The Smeds and the Smoos - film TV (2022)
- La regina Carlotta: Una storia di Bridgerton (Queen Charlotte: A Bridgerton Story) - miniserie TV, 6 episodi (2023)

## Riconoscimenti

### Premi cinematografici e televisivi
Black Reel Awards
- 2021 – Miglior attrice non protagonista in una serie drammatica per Bridgerton
- 2022 – Candidatura alla miglior attrice non protagonista in una serie drammatica per Bridgerton

NAACP Image Award
- 2021 – Candidatura alla miglior attrice non protagonista in una serie drammatica per Bridgerton
- 2023 – Candidatura alla miglior attrice non protagonista in una serie drammatica per Bridgerton

Screen Actors Guild Award
- 2021 – Candidatura al miglior cast in una serie drammatica